# Andreas Küttel
Andreas Küttel,  švicarski smučarski skakalec, * 25. april 1979, Einsiedeln, Švica.
Küttel se je začel ukvarjati s smučarskimi skoki pri sedmih letih v domačem Einsiedelnu. V svetovnem pokalu je prvič nastopil v sezoni sezoni 1993/94 v Engelbergu. Prve točke je osvojil v Lillehammerju za 23. mesto. Na istem prizorišču je v sezoni 2005/06 osvojil prvo zmago. Na koncu iste sezone v Planici je postavil nov švicarski rekord v poletih (222,5 metra). Sezono je končal na 3. mestu. Zmagal je na Svetovnem prvenstvu v smučarskih skokih, v Libercu, leta 2009 na veliki skakalnici. Leta 2011 je končal aktivno kariero.

## Dosežki

### Zmage
Küttel ima v svetovnem pokalu 5 zmag:
| Sezona  | Država/Prizorišče        |
| ------- | ------------------------ |
| 2005/06 | Lillehammer              |
| 2005/06 | Harrachov                |
| 2005/06 | Kuopio                   |
| 2006/07 | Garmisch - Partenkirchen |
| 2007/08 | Engelberg                |